# Laufey
Laufey Lín Bīng Jónsdóttir (tiếng Iceland: [ˈlœiːvei ˈliːn ˈjounstouhtɪr̥]); sinh ngày 23 tháng 4 năm 1999, tên tiếng Trung: 林冰; bính âm: Lín Bīng; Hán Việt: Lâm Băng, được biết đến nhiều hơn với nghệ danh Laufey ([ˈlœiːvei]), là một ca sĩ, nhà viết nhạc, và người chơi nhạc cụ người Iceland, bắt đầu nổi tiếng từ năm 2020. Cô miêu tả phong cách âm nhạc của mình là sự pha trộn giữa jazz pop và bedroom pop, như là một kiểu jazz hiện đại. Quãng giọng của cô là alto.
Laufey tham gia chương trình Ísland Got Talent năm 2014, The Voice Iceland năm 2015 và tạo được tiếng vang nhất định ở Iceland. Cô xuất bản EP đầu tay Typical of Me vào năm 2021, trước khi ra mắt album đầu tay Everything I Know About Love vào năm 2022.

## Tiểu sử
Laufey Lín Jónsdottír sinh ngày 23 tháng 4 năm 1999. Cha cô là người Iceland còn mẹ cô là người Trung Quốc. Gia đình Trung Quốc của cô đến từ Quảng Châu. Mẹ cô là một nghệ sĩ violin cổ điển và ông cô, Lâm Diệu Cơ, là giáo viên dạy violin của Học viện Âm nhạc Trung ương ở Trung Quốc. Laufey cho biết rằng, chính vì xuất thân trong gia đình như vậy nên phần nào cũng đã được truyền cảm hứng cho tình yêu âm nhạc của mình. Ngoài ra, cô còn có một người chị em sinh đôi giống hệt mình tên là Junia Jonsdottir. Thời thơ ấu là khoảng thời gian mà Laufey thường xuyên di chuyển giữa Reykjavík và Washington, D.C.
Ở tuổi 15, cô được biểu diễn với tư cách nghệ sĩ độc tấu cello trong Dàn nhạc Giao hưởng Iceland. Mặc dù chịu ảnh hưởng và chơi nhạc cổ điển từ nhỏ, cô lại thích nghe những đĩa hát của bố mình do các nữ ca sĩ jazz trình diễn như là Ella Fitzgerald và Billie Holiday để phát triển phong cách âm nhạc của mình.
Trong lúc còn ở Iceland, Laufey tham gia mùa 2014 của chương trình Ísland Got Talent — phiên bản Iceland của America's Got Talent — và xuất sắc lọt vào vòng chung kết. Một năm sau, cô xuất hiện với tư cách là thí sinh của chương trình The Voice Iceland và lọt vào vòng bán kết. Vào thời đó, cô là thí sinh trẻ nhất trong lịch sử của chương trình.
Laufey tốt nghiệp Học viện âm nhạc Berklee năm 2021. Cô hiện đang sinh sống ở Los Angeles, Mỹ.

## Sự nghiệp

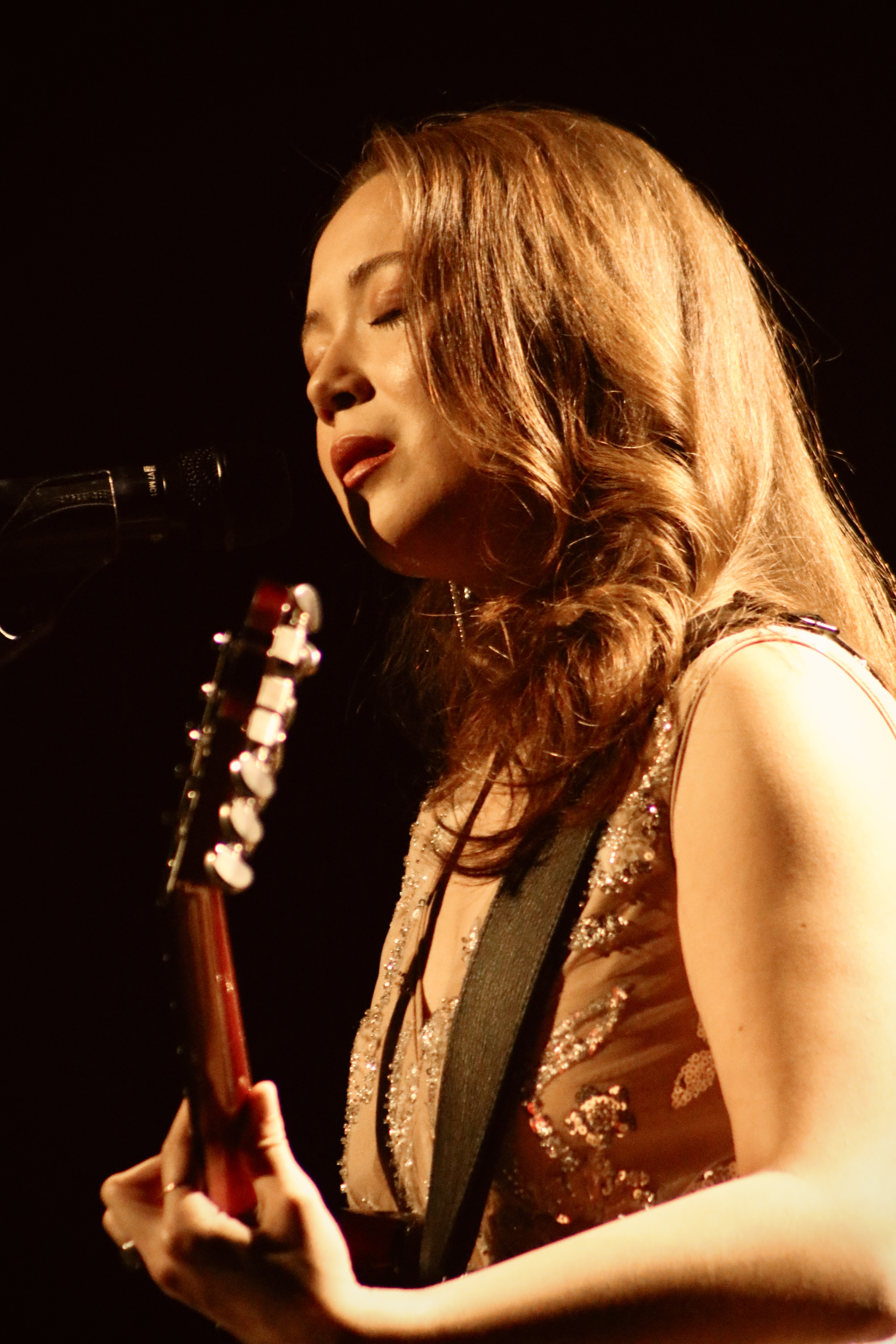
Laufey biểu diễn tại Nhà hát Queen Elizabeth, Vancouver vào năm 2024

Laufey xuất bản đĩa đơn đầu tiên, "Street by Street", vào năm 2020 và giành vị trí #1 trên Icelandic Radio. Cô phát hành EP đầu tay, Typical of Me, vào ngày 30 tháng 4 năm 2021. EP bao gồm ca khúc "Street by Street" và 6 bài nhạc mới. Nhiều bài trong số này được cô viết khi còn ở ký túc xá của trường. Tạp chí Rolling Stone đặc biệt ca ngợi ca khúc "I Wish You Love". Tạp chí American Songwriter thì xếp EP của cô vào Danh sách những album hay nhất năm 2021. Và hơn cả thế, Typical of Me còn nhận được sự chú ý của những tên tuổi nổi tiếng như Willow Smith và Billie Eilish.
Laufey trình diễn ở London Jazz Festival vào tháng 11 năm 2021. Trong khoảng thời gian này, cô cũng hợp tác cùng Dàn nhạc giao hưởng Philharmonia của thành phố London để xuất bản ca khúc "Let You Break My Heart Again". Tháng 12 năm 2021, cô hợp tác với ca sĩ Dodie để ra mắt một đĩa đơn với tựa đề, "Love To Keep Me Warm", một bản cover ca khúc I've Got My Love to Keep Me Warm của Irving Berlin.
Laufey tổ chức một chương trình âm nhạc hàng tuần trên BBC Radio 3 có tên là Happy Harmonies, nơi cô giới thiệu những bài nhạc giúp giảm căng thẳng và truyền cảm hứng ở nhiều thể loại khác nhau. Cô cũng có một lượng người theo dõi đáng kể trên TikTok, nơi cô thường xuyên tổ chức các buổi livestream.
Lần đầu cô xuất hiện trên truyền hình Mỹ là vào ngày 21 tháng 1 năm 2022 với tư cách khách mời của chương trình Jimmy Kimmel Live!. Ở chương trình đấy, cô đã trình diễn ca khúc "Like The Movies" trong EP đầu tay của mình, Typical of Me. Album đầu tay của cô, Everything I Know About Love, được xuất bản ngày 26 tháng 8 năm 2022 thông qua label AWAL và nhận được những đánh giá cao từ giới phê bình.

## Các bài nhạc

### Album phòng thu
| Tựa đề                       | Chi tiết                                                                                        | Peak chart positions | Peak chart positions | Peak chart positions |
| Tựa đề                       | Chi tiết                                                                                        | ICE                  | US Heat              | US Sales             |
| ---------------------------- | ----------------------------------------------------------------------------------------------- | -------------------- | -------------------- | -------------------- |
| Everything I Know About Love | - Ngày xuất bản: 26/8/2022 - Label: AWAL - Định dạng: LP, digital download, nền tảng trực tuyến | 15                   | 14                   | 50                   |

### Album trực tiếp
| Tựa đề                                                   | Chi tiết                                                                                   |
| -------------------------------------------------------- | ------------------------------------------------------------------------------------------ |
| A Night at the Symphony (với Iceland Symphony Orchestra) | - Ngày xuất bản: 2/3/2023 - Label: AWAL - Định dạng: digital download, nền tảng trực tuyến |

### EP
| Tựa đề                 | Chi tiết |
| ---------------------- | --- |
| Typical of Me          | - Ngày xuất bản: 30/4/2021 - Label: Tự xuất bản, AWAL - Định dạng: digital download, nền tảng trực tuyến, đĩa than |
| The Reykjavík Sessions | - Ngày xuất bản: 22/9/2022 - Label: AWAL - Định dạng: digital download, nền tảng trực tuyến                        |
| A Very Laufey Holiday  | - Ngày xuất bản: 11/11/2022 - Label: AWAL - Định dạng: digital download, nền tảng trực tuyến                       |

### Đĩa đơn
| Tựa đề                                                              | Năm  | Vị trí trên bảng xếp hạng | Album                         |
| Tựa đề                                                              | Năm  | NZ Hot                    | Album                         |
| ------------------------------------------------------------------- | ---- | ------------------------- | ----------------------------- |
| "Street by Street"                                                  | 2020 | —                         | Typical of Me                 |
| "Someone New"                                                       | 2020 | —                         | Typical of Me                 |
| "Best Friend"                                                       | 2021 | —                         | Typical of Me                 |
| "Let You Break My Heart Again" (với Philharmonia Orchestra)         | 2021 | —                         | Đĩa đơn không nằm trong album |
| "Love Flew Away" (với Adam Melchor)                                 | 2021 | —                         | Đĩa đơn không nằm trong album |
| "Love to Keep Me Warm" (với Dodie)                                  | 2021 | —                         | A Very Laufey Holiday         |
| "Valentine"                                                         | 2022 | —                         | Everything I Know About Love  |
| "Everything I Know About Love"                                      | 2022 | —                         | Everything I Know About Love  |
| "Fragile"                                                           | 2022 | —                         | Everything I Know About Love  |
| "Dear Soulmate"                                                     | 2022 | —                         | Everything I Know About Love  |
| "Falling Behind"                                                    | 2022 | —                         | Everything I Know About Love  |
| "Ain't Christmas" (Alexander 23 với Laufey)                         | 2022 | —                         | Đĩa đơn không nằm trong album |
| "Valentine" (Live at the Symphony) (với Iceland Symphony Orchestra) | 2023 | —                         | A Night at the Symphony       |
| "From the Start"                                                    | 2023 | 22                        | Bewitched                     |
| "Promise"                                                           | 2023 | —                         | Bewitched                     |